# Jojo et Michou
Pour les articles homonymes, voir Jojo.
Jojo et Michou (Morty et Ferdie Fieldmouse en V.O. anglaise) sont des personnages de fiction et les deux neveux de Mickey Mouse. Ils sont apparus le 18 septembre 1932, dans la bande dessinée de Floyd Gottfredson Mickey's Nephews.
Leurs noms français leur ont été donnés en novembre 1935 lors de la parution de l'histoire dans le numéro 57 du Journal de Mickey. Ils apparaissent au cinéma en 1935 dans Mickey's Steamroller.
Le personnage de Jojo est jouable dans le jeu Disney Golf (2002).